# 绵柄繁缕
绵柄繁缕（学名：Stellaria lanipes）为石竹科繁缕属的植物，为中国的特有植物。分布在中国大陆的云南等地，生长于海拔3,500米的地区，一般生于山谷阴湿处，目前尚未由人工引种栽培。